# Roberto Ferruzzi
Roberto Ferruzzi (Sebenico, 16 dicembre 1853 – Venezia, 16 febbraio 1934) è stato un pittore italiano.

## Biografia
Roberto Ferruzzi nacque a Sebenico, in Dalmazia, nel 1853 da genitori italiani. 

A 4 anni si trasferì a Venezia, per intraprendervi gli studi. Alla morte improvvisa del padre, che era un noto avvocato, ritornò in Dalmazia.
Qui visse fino all'età di 14 anni, dedicandosi sia agli studi classici che alla pittura come autodidatta. 
Trasferitosi a Luvigliano, vi realizzò molte delle sue opere, tra cui la celebre Madonnina ma continuò a far la spola tra Luvigliano e Venezia, dove possedeva varie abitazioni.
Morì a Venezia il 16 febbraio 1934 e fu sepolto con la moglie Ester Sorgato e la figlia Mariska nel piccolo cimitero della frazione di Luvigliano.
Roberto Ferruzzi è anche il nome di due suoi discendenti veneziani, detti Bobo e Robi, padre e figlio: il primo un pittore di paesaggi lagunari, il secondo invece conoscitore di storia dell'arte nonché esperto antiquario in Venezia.

## LaMadonnina
La Madonnina è il dipinto di fama mondiale a cui è legato il nome di Ferruzzi. Con questo dipinto Ferruzzi vinse nel 1897 la seconda Biennale di Venezia, alla quale aveva partecipato con l'intento di rappresentare la Maternità. 

Grazie alla straordinaria dolcezza espressiva della modella undicenne Angela Cian con in braccio il fratellino addormentato, il dipinto ebbe un enorme successo tanto che il nome originale di Maternità, viene cambiato in Madonnina.

Questo dipinto è anche conosciuto con diversi nomi: Madonnina, Madonna con bambino, Madonna del Riposo, Madonna delle Vie, Madonna della Tenerezza, Madonnella, Zingarella. 
Il dipinto si troverebbe in una collezione privata in Pennsylvania, ma la sua collocazione esatta è sconosciuta. Secondo un discendente del pittore, il quadro sarebbe invece andato perduto durante una traversata dell'Atlantico dall'Europa agli Stati Uniti.